# ナイジェリア文学
ナイジェリア文学（ナイジェリアぶんがく）はナイジェリア人によって書かれた文学作品である。主にナイジェリア人向けに、ナイジェリアの出来事を扱ったものを指して言われることが多い。使われる言語は英語のほか、イボ語、ウロボ語、ヨルバ語、ハウサ語、ヌペ語などがある。
ナイジェリアは多くの健筆家を生み出している。チヌア・アチェベの『崩れゆく絆』（1958年）はアフリカ文学の金字塔として名高い。1986年にノーベル文学賞を受賞したウォーレ・ショインカや、1991年にブッカー賞を受賞したベン・オクリも世界的に有名である。他に賞賛される作家としてダニエル・O・フグンワ、フェミ・オソフィサン、ケン・サロ＝ウィワ、シプリアン・エクウェンシ、ブチ・エメチェタ、エレチ・アマディなどが挙げられる。
絶賛されている若い世代の作家にはクリス・アバニ、チママンダ・ンゴズィ・アディーチェ、セフィ・アッタ、ヘロン・ハビア、ヘレン・オイェイェミ、ンネディ・オコラフォー、サラー・ラディポ・マニーカ、ンウォンボ・キング・ジェレミアーなどが挙げられる。